# Filatelia specializzata

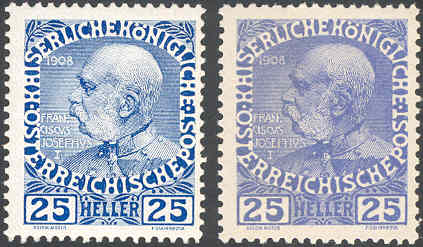
Diverse tonalità di colorazione in questi valori austriaci del 1908

Per filatelia specializzata si intende la raccolta di tutte le possibili varianti di una singola emissione filatelica. Tali varianti riguardano le caratteristiche del francobollo: carta, dentellatura, stampa, filigrana e gomma. Queste caratteristiche vengono studiate e classificate allo scopo di elencare tutte le possibili variazioni e stabilire quale sia quella meno presente. Oltre a determinare quindi la rarità di una particolare varietà, tale classificazione consente di ricostruire sotto ogni aspetto la storia di un'emissione. Generalmente la filatelia specializzata è un collezionismo eseguito per motivi di studio da un professionista come ad esempio un Perito filatelico che necessita di creare archivi comparativi per facilitare il riconoscimento di un falso filatelico. Non sono però rari i casi di appassionati di una qualche emissione che decidono di specializzarla raccogliendone le possibili varianti. Una delle raccolte specializzate di successo tra gli appassionati di filatelia è quella dei trittici della crociera nord-atlantica del 1933 con lo scopo di avere la sigla soprastampata di ogni pilota che partecipò all'evento.

## Varietà prodotte dagli errori
Gli errori possono essere nella stampa, nella soprastampa, nella dentellatura, nella gomma e nella filigrana. Particolare importanza assume il "decreto di emissione" ossia il documento ufficiale che sancisce l'emissione di un francobollo e che ne determina a priori le caratteristiche: ogni difformità dal decreto costituisce un errore. In base alla genesi dell'errore si distingue in: varietà, francobolli naturali e francobolli sbagliati.
In relazione al decreto di emissione tra le varietà rientrano tutti i casi di errori visibili: varietà di dentellatura, errori di dentellatura, centri capovolti, errori di soprastampa, errori di stampa difettosa, errori di stampa recto verso, téte-bèche, errori nella filigrana e di incisione.

### Errori di dentellatura
Si hanno quando in una emissione sono presenti più di una dentellatura di cui solo una era prevista o l'assenza della stessa dove prevista. Per differente dentellatura si intende una differenza di numero di dentelli presenti in 2 cm di francobollo; differenza misurabile con un odontometro.
Negli Stati Uniti d'America e in Svizzera questo tipo di errore costituisce una eccezionale rarità in quanto errori di questo tipo sono quasi impossibili; di buona rarità sono i casi italiani e della Germania dove sono noti alcuni casi particolarmente interessanti. Alcuni stati emettono poi varietà di dentellatura ufficialmente come ad esempio la Francia e l'Ungheria, in questo caso non si è in presenza di errore ma le differenze sono in ogni caso rilevate nella specializzazione.
Quando la varietà è costituita dall'assenza di dentellatura, generalmente si è in presenza di una grande rarità in quanto difficilmente l'errore viene ripetuto per più di qualche centinaio di esemplari. La dentellatura avviene facendo passare i fogli contenenti la stampa di qualche centinaio di francobolli nella macchina perforatrice è quindi assai improbabile che esistano fogli non passati attraverso questa lavorazione. Più frequente è il caso di valori parzialmente non dentellati. Nel sistema di perforazione detto “a pettine” è possibile che questo fenomeno accada in quanto vengono perforati prima tre lati di ogni francobollo e successivamente il quarto.
Tra gli errori di dentellatura rientra anche quello della “dentellatura spostata” che accade quando il foglio viene inserito nella perforatrice in posizione errata pertanto i vari francobolli non risultano più inquadrati e possono contenere parti dei francobolli adiacenti. Un famoso caso di stampa spostata è quello del francobollo emesso in Italia il 17 maggio 1965 per commemorare il centenario dell'Unione internazionale delle telecomunicazioni. Il tecnico addetto alla registrazione del colore rosso, ritenendo che tale stampa andasse in basso registrò in questa posizione il cilindro del colore e per ottenere la centratura del francobollo in fase di perforazione commise lo stesso errore registrando la dentellatura. Un collezionista di Venezia che aveva comprato un foglio nel giorno di emissione si accorse della varietà. Nel 2008 venne quotata 20000 €.
Un errore di dentellatura più comune è quello che riguarda il “passo” ovvero il numero di dentelli presenti su un lato del francobollo. Talvolta per uno stesso esemplare si possono avere otto passi differenti. Un famoso caso italiano è quello dell'emissione del valore da 75 c. per la commemorazione del VII centenario della morte di S. Antonio da Padova nel 1931. Mentre la dentellatura prevista era 14 alcuni fogli vennero dentellati a passo 12.
In breve i possibili errori nella dentellatura sono:
- dentellatura differente su uno o più lati
- dentellatura spostata rispetto alla vignetta
- dentellatura assente (non dentellato)
- dentellatura multipla (doppie o triple)
- dentellatura cieca

### Errori di stampa

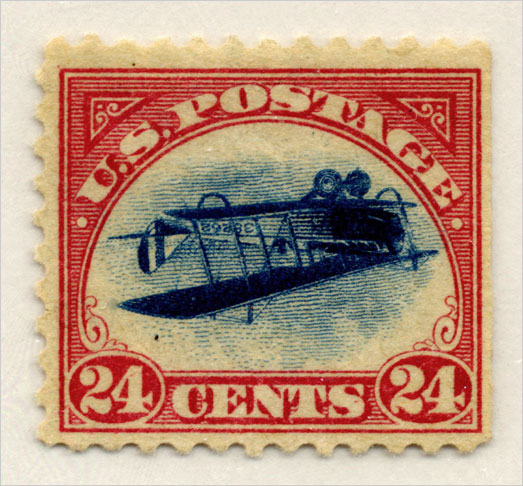
Un celebre errore U.S:A. del 1918: lInverted Jenny con il centro rovesciato

Sono forse gli errori più ricercati dai collezionisti. In base al periodo storico preso in esame vi sono differenti errori tipici. Negli ultimi quaranta anni sono più consueti i falli di colore, gli errori dovuti all'inserimento di corpi estranei o alla rottura dei cilindri di stampa o delle lastre, gli errori dovuti all'intensità del colore o alle pieghe di carta che riproducono vuoti di stampa. Nei periodi più antichi erano frequenti gli errori derivati dalla composizione manuale di titoli, leggende e diciture che producevano caratteri fuori posto, spostati o mancanti. Altro errore tipico dei primi periodi di emissione è la mancanza o lo sbaglio di uno dei colori dovuto ai più passaggi che occorreva effettuare per ottenere la stampa a più colori. Quando la stampa di uno dei colori risultava invertita generava il “centro rovesciato”: una delle più apprezzate varietà.
Tra i più noti francobolli con questo errore vi è il Jenny Rovesciato emesso dagli U.S.A. nel 1918 che nel centro raffigura un aereo Curtiss JN-4 detto Jenny stampato al rovescio a causa di un errato passaggio nella macchina da stampa. Un famoso centro rovesciato italiano è quello riguardante l'emissione commemorativa del 1928 per il quarto centenario della nascita di Emanuele Filiberto I di Savoia e di cui sono noti pochissimi esemplari.
Quando un foglio viene per errore passato due volte alla macchina da stampa si ha la "stampa doppia". Famoso è un blocco di quattro esemplari del 1859 riproducenti il valore da 1 grano dei Francobolli di Sicilia derivante da un foglio stampato due volte. La stampa "recto-verso" si ha quando un foglio viene stampato su entrambi i lati, mentre il "decalco della stampa" è invece dovuto ad un giro a vuoto dei cilindri. Tale giro senza carta imprime comunque le impronte di inchiostro e il foglio riceve al recto la stampa e al verso il decalco presente sul cilindro.
Il tête-bêche si ha quando in una coppia di francobolli uno è in posizione rovesciata rispetto all'altro. Tale errore può essere dovuto ad un errato inserimento di un cliché nelle tavole di stampa.
Si elencano tutti i possibili errori di stampa:
- stampa doppia (due immagini identiche ma sfasate)
- stampa recto-verso (cioè nei quali esemplari la stampa viene fatta sul lato gommato e non su quello previsto)
- stampa con decalco
- stampa tête-bêche (testa-coda)
- stampa evanescente
- stampa con taglio chirurgico
- stampa con errori di riporto

### Errori nella soprastampa
Questo tipo di errore produce numerose varietà e si ha quando la soprastampa non viene impressa come desiderata. In Italia sono particolarmente collezionate le soprastampe della Repubblica Sociale Italiana, grazie anche all'opera degli eredi di Luigi Raybaudi Massilia che hanno svolto studi approfonditi e meticolosi catalogandole.
- soprastampa con colore errato o diverso
- soprastampa rovesciata
- soprastampa incompleta
- soprastampa doppia o tripla
- soprastampa decentrata
- soprastampa con errori
- soprastampa con decalco

### Errori di incisione della lastra di stampa
Si hanno quando la lastra di stampa viene incisa commettendo un errore di difformità rispetto al decreto di emissione. Particolarmente famosi sono i francobolli emessi dalle Mauritius nel 1847 con la scritta "Penoe" al posto di "Pence" e derivante da un errore di incisione della lastra di stampa.

### Errori nella gomma
- Gomma recto-verso (viene gommato il lato della stampa)

### Errori nella filigrana
- Filigrana completamente diversa rispetto a quella prevista
- Filigrana con rotazione o inversione della posizione tipica
- Filigrana dei bordi del foglio (Lettere)

## Francobolli naturali
Quando l'errore non è riconoscibile solo esaminando il decreto di emissione ma occorre il confronto con un esemplare esatto il francobollo si dice "naturale". Tre sono i casi di francobolli naturali: difformi non deformi, errori di colore e non emessi.

### Non emessi
Sono francobolli che pur regolarmente approvati tramite un decreto di emissione non sono poi stati effettivamente emessi per varie ragioni. Molto noti alla filatelia mondiale sono due casi italiani: il "volo di ritorno" della serie dei trittici della crociera nord-atlantica del 1933 e la commemorazione dell'impresa di Ardito Desio sul K2 del 1955.
Il Trittico “volo di ritorno” fu fatto soprastampare ad opera di Vittorio Lo Bianco, esclusivista per il mercato statunitense della vendita dei trittici normali. Vittorio Lo Bianco era il consulente filatelico del Ministero delle poste e dei telegrafi e per tale motivo era a stretto contatto con il Postmaster General (autorità americana preposta anche al rilascio di speciali autorizzazioni in materia postale). Lo Bianco fece soprastampare a sue spese alcuni fogli di Trittici con la scritta “VOLO DI RITORNO NEW YORK – ROMA” ma l'autorizzazione del Postmaster arrivò troppo tardi ed i francobolli mai usati vennero restituiti alle poste italiane.
Il non emesso per la commemorazione dell'impresa di Desio pur avendo una autorizzazione del Consiglio dei Ministri e del Presidente della Repubblica fu stampata ma poi mai utilizzata senza che alcuna motivazione nota.

### Errori di colore
A questi francobolli naturali appartengono quelli stampati ed emessi in un colore differente da quello previsto. Il caso più noto è forse quello del Treskilling giallo di Svezia che era previsto in verde. Uno dei francobolli italiani più noti è invece il "Volta Violetto" del 1927 e destinato all'uso coloniale ma che non ricevendo la soprastampa assunse una colorazione differente rispetto a quella prevista per il territorio italiano. Un recente caso clamoroso in triplice variante è l'emissione di Italia repubblica del 2005 per il festival olimpico della gioventù (detta "gabbiano"): variante azzurra, verdino e rosa.

### Difformi non deformi
Quando un francobollo non è conforme al decreto di emissione al punto di essere riconoscibile solo attraverso il confronto con un analogo conforme si ha un valore "difforme non deforme". Un interessante caso italiano è quello del "Derby in pista" emesso nel 1984. La dicitura "Centenario Derby Italiano di Galoppo" per un errore del registro della perforatrice appare in basso e non in alto in maniera del tutto plausibile.

## Varietà di gradazione del colore
Un francobollo può presentare diverse tonalità di uno stesso colore. Questo fenomeno è particolarmente presente nei francobolli più antichi in quanto gli addetti alle stampe usavano preparare anche la colorazione dell'inchiostro. Non mancano però casi più moderni talvolta dovuti a differenti forniture del colore.

## Varietà da ritocco della tavola di stampa
Talvolta i cliché usati per comporre le tavole di stampa dei francobolli più antichi non erano duplicati in maniera soddisfacente ed occorreva ritoccarli. Tali ritocchi erano di solito eseguiti manualmente e di conseguenza aggiungevano alcune particolarità alla stampa. Un caso tipico è quello dei ritocchi per i francobolli di Sicilia emessi dal Regno delle Due Sicilie nel 1859.

## Francobolli sbagliati

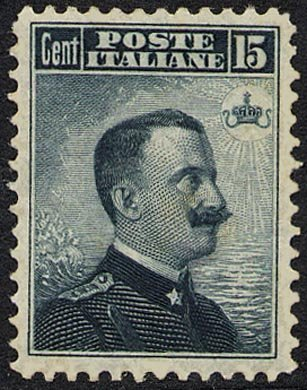
Lo sbaglio dell'ombreggiatura nel "Michetti a destra" del 1906

I francobolli sbagliati in realtà non sono oggetto di studio della filatelia specializzata ma vengono tenuti in considerazione per non confonderli con una varietà o con un francobollo naturale. Di fatto lo sbaglio menzionato è già presente nel decreto di emissione e caratterizza tutta la tiratura del francobollo. Un esempio di francobollo sbagliato è il 15 centesimi italiano del 1906 e noto come "Michetti a destra". Nella vignetta il disegno di Francesco Paolo Michetti che raffigura l'effigie di Vittorio Emanuele III d'Italia è errata tutta l'ombreggiatura in quanto è presente sulla destra un sole che, nella realtà, avrebbe messo in ombra l'effigie stessa.
Il 21 agosto del 1950 la Repubblica Italiana per commemorare la XIV Fiera del Levante ha emesso un francobollo da 20 Lire raffigurante una nave con le vele gonfie verso destra ma le bandierine poste in cima agli alberi verso sinistra. Nel 1957 sempre in Italia vi fu la commemorazione del bimillenario della nascita di Publio Ovidio Nasone nato il 20 marzo del 43 a.C. a Sulmona. Però in realtà la commemorazione doveva essere fatta nel 1958 in quanto dopo l'anno 1 a.C. non viene l'anno 0 ma il primo anno d.C. e solo in questo modo è possibile contare 2000 anni dal 43 a.C.: nessuno però si accorse dell'errore e le commemorazioni ebbero ugualmente corso. Il 27 giugno 1953 in occasione della commemorazione del 7º centenario della morte di Santa Chiara d'Assisi venne emesso un francobollo da 25 Lire che subito trovò molti pareri discordanti sull'immagine scelta: alcuni esperti sostennero che si trattava della matrona romana chiamata da Francesco d'Assisi "frate Jacopa".
Nel 1956 fu emesso il francobollo noto come "Cinquantenario del traforo del Sempione" in cui vi è rappresentata una locomotiva a vapore ma la linea ferroviaria al momento dell'uso del traforo era elettrica. Inoltre la locomotiva esce dalla galleria di destra, mentre, nella realtà, guardando il traforo dalla posizione in cui la vignetta lo propone, il treno dovrebbe uscire dalla sinistra.
Tra gli sbagli commessi nelle emissioni del Vaticano fu notato nel francobollo commemorativo del 1935 per il Congresso Giuridico che la vignetta che avrebbe dovuto ritrarre papa Gregorio IX in realtà ritraeva Giulio II. Ma clamorosamente la svista non poté essere attribuita al bozzettista in quanto si era limitato a ricopiare un dipinto di Raffaello Sanzio che nell'eseguire la scena della promulgazione di Gregorio IX lo dipinse con le fattezze di Giulio II.
Nel 1937 la Francia ha emesso un francobollo per commemorare il tricentenario della pubblicazione del "Discours de la méthode" di Cartesio raffigurante il libro con il titolo sbagliato di "Discours sur la Méthode". Subito dopo venne emessa una nuova tiratura con il titolo corretto: "Discours de la Méthode". Nel 1954, sempre la Francia emise un valore da 40 franchi dedicato ai prodotti artigianali nazionali che invece ritraevano un servizio di bicchieri tipici del Belgio.

## La filigrana lettere
Una delle varietà maggiormente oggetto di studio da parte dei collezionisti dell'area italiana è quella della "filigrana lettere"; analoghe valutazioni possono essere fatte su casi specifici di altri paesi, relativamente a francobolli riportanti nella filigrana simboli o caratteri alfabetici, elementi che in genere si trovano sulle aree marginali della carta e che a causa di difformità tecniche vengono inclusi nel processo di stampa. Essa è riscontrabile già in alcuni francobolli del periodo Regno, normalmente con filigrana "corona", e nel periodo di luogotenenza, sia con filigrana "corona" che "ruota alata".
La carta filigranata veniva disposta in bobine con quattro piste di tappeto di ruote e ogni pista formata da file, in larghezza, di 10 ruote. Ai bordi di ogni pista era presente la scritte "Poste Italiane", formata da lettere di altezza 7,5 mm, così disposte:
- 1 fila verticale a sinistra della prima pista
- 2 file verticali tra la prima e la seconda pista, distanziate di 3 mm fra loro
- 2 file verticali tra la seconda e la terza pista, distanziate 12 mm fra loro
- 2 file verticali tra la terza e la quarta pista, distanziate di 3 mm fra loro
- 1 fila verticale a destra della quarta pista.

Tale disposizione era fatta ad hoc per permettere la divisione dell'intera bobina ed ottenerne due di ugual misura, da due piste ciascuna; queste ultime, prima di essere inserite nella macchina da stampa, dovevano essere registrate.
Tale procedura doveva permettere al cilindro stampante, composto generalmente da 4 formati in 2 file parallele, di coincidere con la larghezza di ogni pista che, misurata tra le basi delle due file verticali di lettere, era di 202 mm.
Un fuori registro di almeno 2 mm causava lo slittamento di una fila laterale di francobolli sulla parte delle "lettere", creando così la varietà "filigrana lettere".
La rarità della filigrana lettere dipende quindi dal tipo di francobollo e dalla larghezza del foglio di formato, minore era quest'ultima, maggiore avrebbe dovuto essere il fuori registro che generava la varietà, o se superiore ai 202 mm la varietà era sicura. La quotazione dei francobolli con filigrana lettere varia quindi in base alla rarità del suo verificarsi e della posizione nel francobollo, nonché della porzione di lettere visibili. Quest'ultima è misurata in "decimi", 10/10 quando è visibile interamente per i suoi 7,5 mm di altezza, misurata a partire dal punto superiore dei dentelli. Questa è la cosiddetta filigrana lettere completa. Un francobollo con filigrana lettere completa, cioè 10/10 vale circa 5 volte il valore del francobollo con filigrana normale.